# 朱国祚

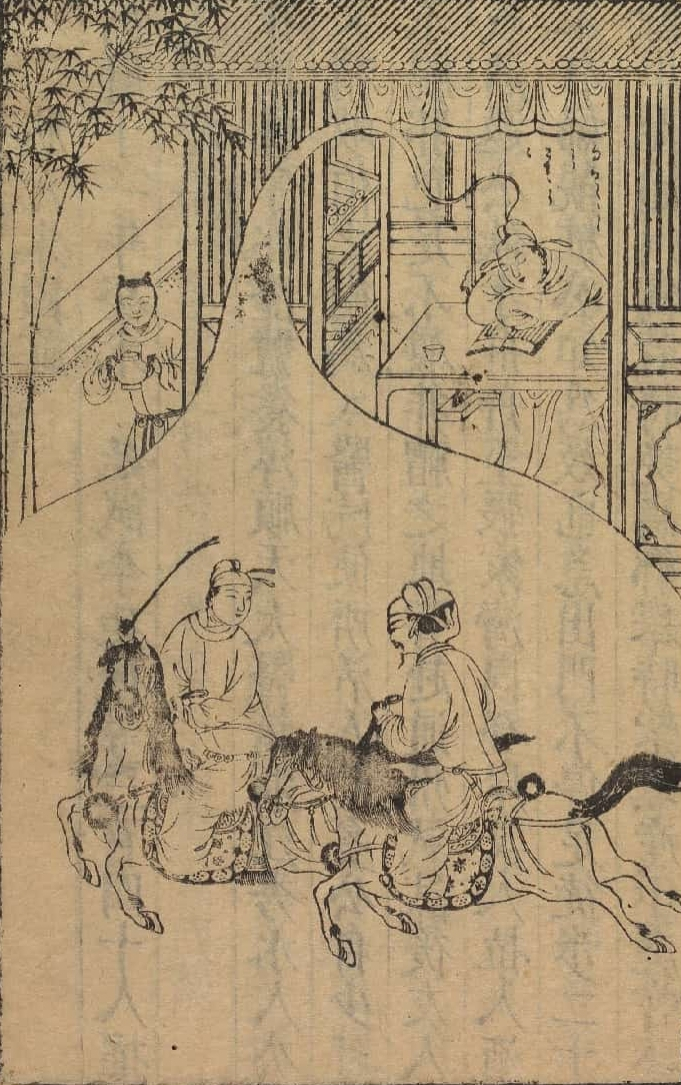
朱国祚

朱 国祚（しゅ こくそ、1558年 - 1624年）は、明代の官僚・政治家。字は兆隆、号は養淳。本貫は嘉興府秀水県。

## 生涯
1583年（万暦11年）、進士に及第し、第一等の成績を修めて状元とされた。翰林院修撰に任じられた。1595年（万暦23年）、洗馬となった。皇長子朱常洛の下で侍班官となった。1596年（万暦24年）、右諭徳・兼侍講に進んだ。
先だって豊臣秀吉の朝鮮侵攻（文禄の役）が起こり、朝鮮の救援のために明軍が派遣された。戦線は膠着し、日明の講和が模索されていた。北京の朝廷では石星が沈惟敬の言を受けて、秀吉を日本国王に封じ、日明の勘合貿易を認める封貢論を主唱していた。国祚は面と向かって石星を詰問したが、石星が意見を変えることはなかった。
1598年（万暦26年）、国祚は礼部右侍郎に抜擢された。湖広税監の陳奉の横暴がはなはだしく、国祚は巡按御史の曹楷に手紙を書き送って、その罪状を暴かせた。万暦帝は怒り、陳奉を罷免した。1600年（万暦28年）、礼部尚書の余継登が死去すると、国祚は礼部尚書の事務を代行した。
ときに皇長子朱常洛が皇太子の位に立てられず、冠婚の時期を過ぎていたため、国祚はたびたび上疏して万暦帝を諫めた。万暦帝の寵愛する鄭貴妃の兄である鄭国泰は先に冠婚し、後で冊立するよう請願した。国祚は上疏してこれに反対し、「洪武帝・永楽帝・洪熙帝は即位当初に皇太子を立てました。宣徳帝や正統帝が皇太子に立てられたとき2歳であり、成化帝・弘治帝が皇太子に立てられたとき6歳であり、陛下もまた6歳でありました。年19にもなって冊立されない例は聞いたことがありません」と皇太子冊立を求めた。国祚は摂尚書となって2年近くで、国本の争に関連する上疏を数十回おこない、1601年（万暦29年）10月にようやく朱常洛が皇太子に立てられた。
陝西の狄道山が崩落し、その南に小さな山5つが新たにできたため、国祚はこれの改修を請願した。社稷の壇で枯樹から煙を生じていることを報告した。また人心を安んじ、人望を収め、民衆の事情に通じ、刑獄の濫用を控えるよう求める四事を上疏した。雲南巡撫の陳用賓が現地の物を進上すると、国祚はこれを弾劾した。ほどなく礼部左侍郎となり、吏部左侍郎に転じた。御史の湯兆京が国祚の酒ぐせの悪さを弾劾した。万暦帝はこれを不問にしたが、国祚は病を理由に官を退いて帰郷した。
1620年（泰昌元年）8月、国祚は南京礼部尚書として起用された。まもなく礼部尚書・兼東閣大学士に任じられた。1621年（天啓元年）6月、北京に入り、入朝した。9月、太子太保の位を加えられ、文淵閣大学士に進んだ。11月、少保・兼太子太保となった。1622年（天啓2年）2月、何宗彦とともに会試の主裁を命じられた、7月、刑部尚書の王紀が魏忠賢のために官爵を剥奪されると、国祚は王紀を救おうと上疏した。
1623年（天啓3年）、国祚は少保・太子太保・戸部尚書に進み、武英殿大学士に転じた。十三度上疏して引退を願い出た。少傅・太子太傅の位を加えられて致仕し、駅馬車に乗って帰郷した。1624年（天啓4年）10月丙午、死去した。享年は67。太傅の位を追贈された。諡は文恪といった。かれには6人の子がおり、長男の朱大競が後を継いだ。
著書に『孝宗大紀』1巻・『冊立儀注』1巻・『介石斎集』20巻があった。

## 子女
- 朱大競（朱彝尊の祖父）
- 朱大観

その他の4人の子